# 諾伊多夫 (琉森州)

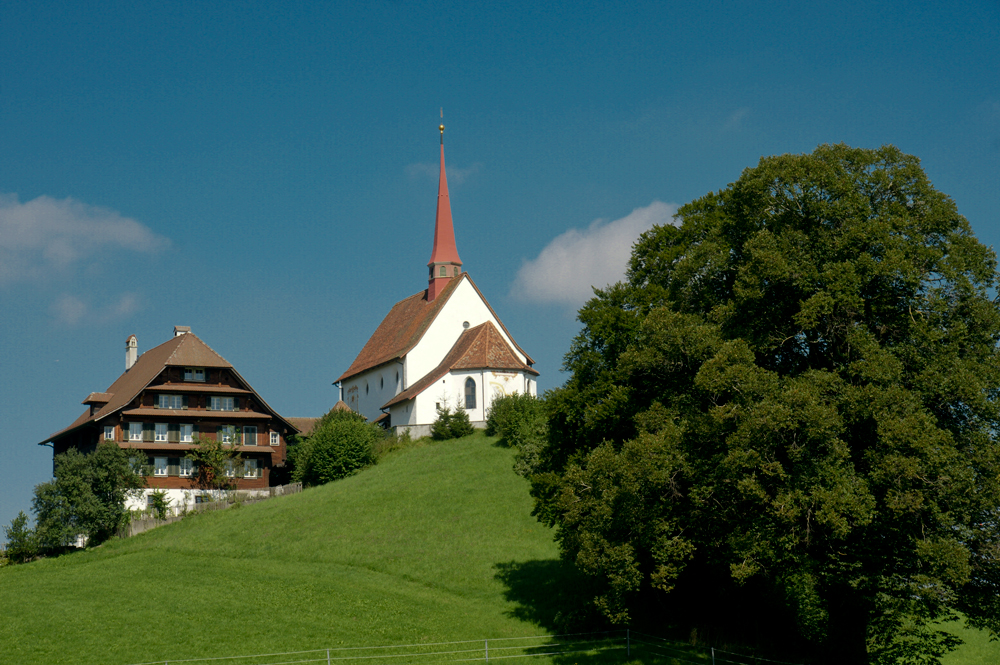

諾伊多夫是瑞士的城鎮，位於該國中部，由琉森州負責管轄，面積12.83平方公里，六成土地是農業用地，海拔高度672米，2010年人口1,196，人口密度每平方公里93人。